# Coriaria
Coriaria és l'únic gènere de plantes angiospermes de la família de les coriariàcies (Coriariaceae). Presenten una distribució disjunta, són plantes natives de la zona mediterrània, una zona asiàtica compresa entre el Pakistan i el Japó, Nova Guinea, Nova Zelanda, Mèxic, algunes zones d'Amèrica Central i el nord-oest i l'extrem sud d'Amèrica del Sud. Als Països Catalans hi ha un únic representant, el roldor (Coriaria myrtifolia), una planta metzinosa que fixa el nitrogen atmosfèric.

## Descripció
Són plantes perennes rizomatoses perennifòlies o caducifòlies amb forma d'arbusts, sub-arbusts o plantes herbàcies. Les fulles són simples, enteres, sub-sèssils i disposades de manera oposada o en verticils, amb estípules molt petites i nervadura palmada. Les flors són petites, pentàmeres i s'agrupen en inflorescències racemoses, són hermafrodites i presenten proterògina (els pistils maduren abans que els estams) o són funcionalment unisexuals. Els estams tenen anteres grans i amb dues teques, al gineceu l'ovari és súper amb 5 o més carpels, cadascun amb un estil. El fruit és una núcula amb parets dures embolcallada pels pètals que persisteixen, de color entre porpra i negre, que per efecte dels pètals pot semblar una drupa.

## Taxonomia
El gènere Coriaria va ser publicat per primer cop l'any 1753 al segon volum de l'obra Species Plantarum del botànic suec Carl von Linné (1707-1778). Per la serva banda, la família Coriariaceae va ser publicada per primer cop l'any 1824 al primer volum de l'obra Prodromus systematis naturalis regni vegetabilis pel botànic francès  Augustin Pyramus de Candolle (1778-1841).

### Espècies
Dins del gènere Coriaria es reconeixen les quinze espècies següents:
- Coriaria angustissima Hook.f.
- Coriaria arborea Linds.
- Coriaria duthiei D.K.Singh & Pusalkar
- Coriaria intermedia Matsum.
- Coriaria japonica A.Gray
- Coriaria kingiana Colenso
- Coriaria lurida Kirk
- Coriaria myrtifolia L.
- Coriaria napalensis Wall.
- Coriaria plumosa W.R.B.Oliv.
- Coriaria pottsiana W.R.B.Oliv.
- Coriaria pteridoides W.R.B.Oliv.
- Coriaria ruscifolia L.
- Coriaria sarmentosa G.Forst.
- Coriaria terminalis Hemsl.

### Híbrids
S'han descrit els següents híbrids naturals:
- Coriaria × sarlurida Cockayne & Allan
- Coriaria × sarmangusta Allan

### Sinònims
Els següents noms científics són sinònims heterotípics de Coriaria:
- Heterocladus Turcz.
- Heterophylleia Turcz.